# Comuna de Fakarava
Fakarava és una comuna de la subdivisió Tuamotu-Gambier de la Polinèsia Francesa.
La comuna està dividida en tres comunes associades: Fakarava, Kauehi i Niau. El cap de la comuna és a Fakarava. A més, inclou quatre atols deshabitats o sense una població estable.
L'atol de Taiaro està declarat com a reserva de la biosfera per la UNESCO. Actualment està en procés de revisió amb una proposta per estendre la reserva a tots els atols de la comuna de Fakarava.
| Illes                      | Capital   | Habitants (2007) | Superfície (km²) | Llacuna (km²) | Coordenades                                |
| -------------------------- | --------- | ---------------- | ---------------- | ------------- | ------------------------------------------ |
| Fakarava                   | Rotoava   | 855              | 31               | 1.112         | 16° 20′ S, 145° 14′ O / 16.333°S,145.233°O |
| Toau                       | Maragai   | 0                | 9                | 561           | 15° 49′ S, 146° 0′ O / 15.817°S,146.000°O  |
| Comuna associada de Kauehi |           |                  |                  |               |                                            |
| Kauehi                     | Tearavero | 522              | 15,2             | 315,1         | 15° 50′ S, 145° 07′ O / 15.833°S,145.117°O |
| Aratika                    | Paparara  | 0                | 8                | 152           | 15° 30′ S, 145° 30′ O / 15.500°S,145.500°O |
| Raraka                     | Motutapu  | 0                | 8                | 362           | 16° 10′ S, 144° 53′ O / 16.167°S,144.883°O |
| Taiaro                     | Paganie   | 0                | 3,8              | 11,8          | 15° 45′ S, 144° 38′ O / 15.750°S,144.633°O |
| Comuna associada de Niau   |           |                  |                  |               |                                            |
| Niau                       | Tupuna    | 171              | 24               | 32            | 16° 11′ S, 146° 22′ O / 16.183°S,146.367°O |
| Comuna de Fakarava         | Rotoava   | 1.578            | 110              | 2.546         |                                            |